# 高原马蓝
高原马蓝（学名：Pteracanthus duclouxii）为爵床科马蓝属下的一个种。

## 扩展阅读
- 維基物種上的相關：高原马蓝